# Ahmed Rashed Ali
Ahmed Rashed Ali (Arabic:أحمد راشد علي) (sinh ngày 10 tháng 7 năm 1988) là một cầu thủ bóng đá người Các Tiểu vương quốc Ả Rập Thống nhất. Hiện tại anh thi đấu cho Dibba Al-Fujairah.